# Броксборн (район)
Броксборн (англ. Broxbourne) — неметрополитенский район (англ. non-metropolitan district) со статусом боро в графстве Хартфордшир (Англия). Административный центр — город Чешант.

## География
Район расположен в юго-восточной части графства Хартфордшир, граничит с Большим Лондоном и графством Эссекс.

## История
Район был образован 1 апреля 1974 года в результате слияния городских районов (англ. Urban district) Чешант и Ходдесдон.

## Состав
В состав района входит 4 города:
- Броксборн
- Уолтем-Кросс
- Ходдесдон
- Чешант